# Alpaida muco
Alpaida muco là một loài nhện trong họ Araneidae.
Loài này thuộc chi Alpaida. Alpaida muco được Herbert Walter Levi miêu tả năm 1988.